# Ед Вітлок
Ед Вітлок (англ. Ed Whitlock, 6 березня 1931 — 13 березня 2017, Торонто) — канадський бігун на довгі дистанції, рекордсмен у віковій категорії понад 70 років, який 2003 року подолав 3 годинний рубіж у марафонському бігові із часом 2:59:10.
Народився у передмісті Лондона, Англія, і пізніше, після закінчення Королівської гірничої школи переїхав працювати інженером до Канади. Проживав у місті Мілтон, Онтаріо. Вітлок займався бігом із раннього віку, але покинувши тренування на тривалий час, повернувся у спорт після 40 років.
Перший рекорд у марафоні Вітлок встановив у віці 69 років (2:52:47). Відтоді він встановив декілька інших рекордів, зокрема у 73 річному віці, показавши час 2:54:48 (світовий рекорд для чоловіків у віковій групі 70-74 роки). У одній із статей «Нью-Йорк Таймз» пише про цей рекорд як найшвидший час за всю історію марафону. Зокрема, переведений з урахуванням віку, він еквівалентний показнику 2:03:57 для 20-річного спортсмена. На сьогоднішній день Вітлок є єдиним спортсменом у своїй віковій групі, який подолав марафон менш ніж за 3 години. У 2006 році ним був встановлений новий рекорд із часом 3:08:35 під час Торонто Вотерфронт марафону, але вже навесні 2007 року результат був у черговий раз покращений до 3:04:54. 26 вересня 2010 року Вітлок подолав півмарафон Торонто Вотерфронт за 1:34:23.
У 80-річному віці Ед Вітлок продовжував змагатися. Найкращий результат у марафонському бігові був продемонстрований ним 16 жовтня 2011 року — 3:15:54. Також 16 вересня 2012 року 81-річний бігун встановив новий найкращий час для півмарафону — 1:38:59.